# Lista över Algeriets premiärministrar
Detta är en lista över Algeriets regeringschefer.
Algeriets premiärminister utses av Algeriets president, samtidigt som andra ministrar av regeringen utses efter förslag från den tillträdande premiärministern. Nationalförsamlingen måste godkänna det lagstiftningsprogram som den tillträdande regeringen lägger fram, i annat fall måste regeringen och premiärministern avgå. Det finns inga konstitutionella begränsningar på hur många mandatperioder en premiärminister får sitta kvar, men den som suttit längst är Mohamed Ben Ahmed Abdelghani, som hade posten från 1979 till 1984.
| Namn                         | Ämbetsperiod                          | Parti                                     |
| ---------------------------- | ------------------------------------- | ----------------------------------------- |
| Ahmed Ben Bella              | 27 september 1962 – 20 september 1963 | Fronten för nationell frihet (FNL)        |
| Mohamed Ben Ahmed Abdelghani | 8 mars 1979 – 22 januari 1984         | Fronten för nationell frihet (FNL)        |
| Abdelhamid Brahimi           | 22 januari 1984 – 5 november 1988     | Fronten för nationell frihet (FNL)        |
| Kasdi Merbah                 | 5 november 1988 – 9 september 1989    | Fronten för nationell frihet (FNL)        |
| Mouloud Hamrouche            | 9 september 1989 – 5 juni 1991        | Fronten för nationell frihet (FNL)        |
| Sid Ahmed Ghozali            | 5 juni 1991 – 8 juli 1992             | Fronten för nationell frihet (FNL)        |
| Belaid Abdessalam            | 8 juli 1992 – 21 augusti 1993         | Fronten för nationell frihet (FNL)        |
| Redha Malek                  | 21 augusti 1993 – 11 april 1994       | Partilös                                  |
| Mokdad Sifi                  | 11 april 1994 – 31 december 1995      | Partilös                                  |
| Ahmed Ouyahia                | 31 december 1995 – 15 december 1998   | Rassemblement National Démocratique (RND) |
| Smail Hamdani                | 15 december 1998 – 23 december 1999   | Partilös                                  |
| Ahmed Benbitour              | 23 december 1999 – 27 augusti 2000    | Partilös                                  |
| Ali Benflis                  | 27 augusti 2000 – 5 maj 2003          | Fronten för nationell frihet (FNL)        |
| Ahmed Ouyahia                | 5 maj 2003 – 24 maj 2006              | Rassemblement National Démocratique (RND) |
| Abdelaziz Belkhadem          | 24 maj 2006 – 23 juni 2008            | Fronten för nationell frihet (FNL)        |
| Ahmed Ouyahia                | 23 juni 2008 – 3 september 2012       | Rassemblement National Démocratique (RND) |
| Abdelmalek Sellal            | 3 september 2012 –16 augusti 2017     | Fronten för nationell frihet (FLN)        |
| Ahmed Ouyahia                | 16 augusti 2017–12 mars 2019          | Rassemblement National Démocratique (RND) |
| Noureddine Bedoui            | 12 mars 2019–2019                     | Partilös                                  |
| Sabri Boukadoum              | 2019–2019                             | Partilös                                  |
| Abdelaziz Djerad             | 2019–2021                             | Partilös                                  |
| Aïmene Benabderrahmane       | 2021–2023                             | Partilös                                  |
| Nadir Larbaoui               | 2023–                                 | Partilös                                  |